# Малов, Николай Владимирович
Малов Николай Владимирович (род. 24 ноября 1964, Чапаевский, Куйбышевская область) — российский предприниматель, государственный и политический деятель. Депутат Государственной Думы VII созыва, член фракции «Единая Россия», член комитета по природным ресурсам, собственности и земельным отношениям.

## Биография
С 1983 по 1985 год служил в рядах Советской Армии. После службы в армии совмещал учёбу и работу, с 1986 по 1992 год работал в первом Чебоксарском тресте столовых, ресторанов и кафе. В 1991 году получил высшее образование в Чувашском государственном университете им. И. Н. Ульянова, окончив экономический факультет. 
С 1992 по 2000 год организовал и возглавил крестьянско-фермерское хозяйство. С 2000 по 2003 год работал директором ООО «НВМ». В 2003 году прошёл переподготовку в Волго-Вятском филиале академии государственной службы. С 2003 по 2009 год работал в ОАО «Ядринмолоко» в должности генерального директора предприятия.
24 апреля 2005 года был избран депутатом Государственного совета Чувашской Республики III созыва на дополнительных выборах по одномандатному избирательному округу № 71, чуть более, чем за год до окончания полномочий депутатов III созыва. В октябре 2006 года избран депутатом Государственного совета Чувашской Республики IV созыва по одномандатному избирательному округу № 22. 4 декабря 2011 года избран депутатом Государственного совета Чувашской Республики IV созыва по спискам «Единой России». 18 сентября 2016 года одновременно баллотировался в депутаты Госдумы по спискам партии «Единая Россия» и в депутаты Государственного совета Чувашской Республики VI созыва, по результатам выборов был избран депутатом Госсовета по одномандатному избирательному округу № 9.
В 2017 году стал депутатом Государственной Думы VII созыва, Поставлением ЦИК РФ Н. В. Малову был передан вакантный мандат Сафина Марата Мубиновича, досрочно сложившего депутатские полномочия.

## Законотворческая деятельность
С 2017 по 2019 год, в течение исполнения полномочий депутата Государственной Думы VII созыва, выступил соавтором 82 законодательных инициатив и поправок к проектам федеральных законов.

## Награды и звания
- Почетная грамота Совета Федерации ФС РФ
- Почетная грамота Министерства сельского хозяйства РФ
- Почетная грамота Государственного Совета Чувашской Республики
- Памятная медаль «Двадцать вторые Олимпийские зимние игры и одиннадцатые Паралимпийские зимние игры 2014 года в городе Сочи»
- Благодарность Главы Чувашской Республики
- Благодарность Государственного Совета Чувашской Республики.
- Почетный работник агропромышленного комплекса России[10]